# Ноатак (річка)

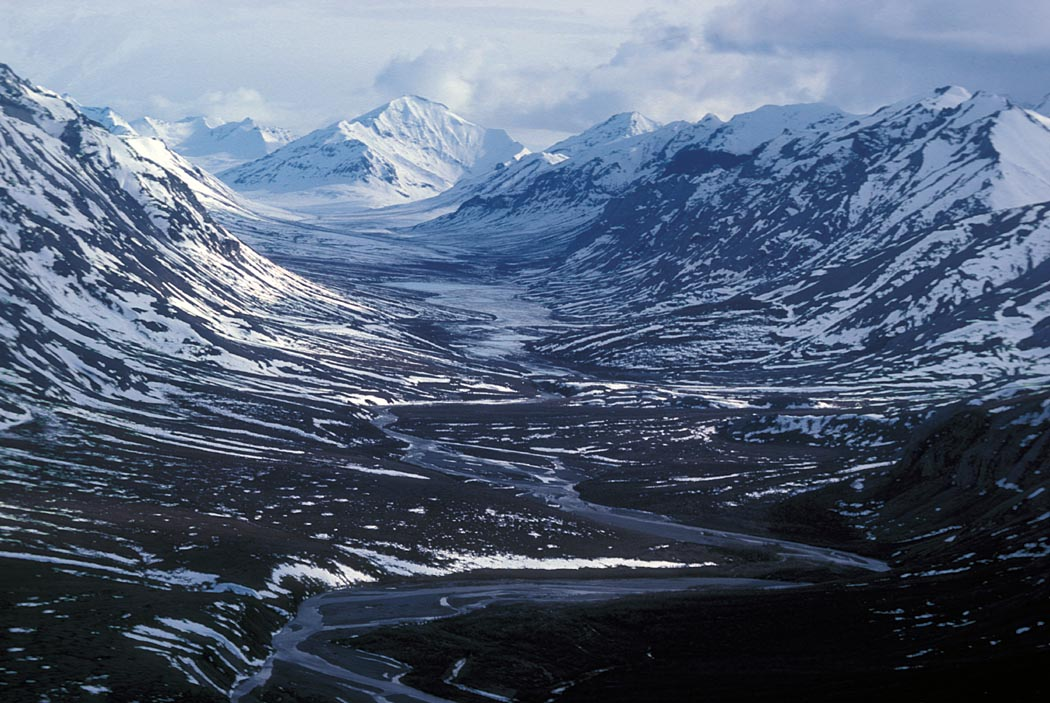
Долина річки Ноатак між гір хребта Брукс.

Ноатак (англ. Noatak River) — річка на Алясці (США). Бере початок у підніжжі хребта Брукс, тече у західному напрямку й впадає у затоку Коцебу Чукотського моря. 
Річка протікає повністю за Північним полярним колом. 
Єдиний населений пункт на всьому протязі річки це село Ноатак, розташоване на правому березі річки, на відстані приблизно 50 км від її гирла. 